# 莫克 (喬治亞州)
莫克（英語：Mauk）是位於美國喬治亞州馬里昂縣的一個非建制地區。該地的面積和人口皆未知。

## 地理
莫克的座標為32°30′06″N 84°25′16″W / 32.50167°N 84.42111°W，而該地的平均海拔高度為238米（即781英尺）。